# Fernand Piet
Pour les articles homonymes, voir Piet (homonymie).
Fernand Piet, né le 26 août 1869 à Paris (fils aîné de Jules Piet) où il est mort le 14 février 1942, est un peintre français arrière petit-fils de Charles Mozin peintre de marine. Il fut l'élève de Eugène Carrière, de Fernand Cormon et de Alfred Roll. Il expose aux Indépendants et aux Artistes Français ses toiles et ses gravures de paysages de Bretagne, de Hollande et du Midi, ainsi que des scènes de genre: parcs, enfants, marchés. Il est également l'auteur d'un grand nombre de nus féminins et de rares marines. L'aisance matérielle que lui procure sa famille ainsi que ses spéculations boursières heureuses lui permettent de mener une vie mondaine avec ses amis Lucien-Victor Guirand de Scevola, Edmond Lempereur et Jean-Louis Forain.
En 1905, il est vice-président du salon des artistes indépendants ainsi que Paul Signac.
Décoré de l'Ordre des Palmes académiques en 1910.

## Expositions
- Galerie du Théâtre d'Application (la Bodinière)1893
- Esposizione internazionale d'arte di Venezia, Biennale de Venise 1899
- Exposition de la Sécession viennoise, Vienne (Autriche) décembre 1899[4]
- Grosse gemälde Ausstellung des Kunstvereins in Bremen, Kunsthalle de Brême (Allemagne) 1900
- Exposition universelle de 1900 Paris (médaille de bronze)
- Exposition universelle de Bruxelles 1910
- Exposition au profit des œuvres de guerre (mai-juin 1918) N°377 bis Marché à la poterie à Quimperlé
- Salon des indépendants de 1893 à 1925
- Salon des artistes français
- Galerie Interkunst München, Der maler Fernand Piet und die Belle Epoque du 15/11/1968 au 15/1/1969 puis du 2/6/1969 au 30/6/1969
- Galerie Barthelmess & Wischnewski, Berlin du 12 avril au 7 juin 2014 Die Entdeckung des Alltäglichen (Le Jardin du Luxembourg)

## Musée
- Musée de l'Ermitage (Saint-Pétersbourg), Marché à Brest (1899)[5]. ancienne collection Sergueï Chtchoukine.
- Neue Pinakothek München. Le Square Montholon (1891)[6]

## Galerie

Œuvres de Fernand Piet
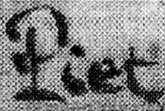
signature tableaux.
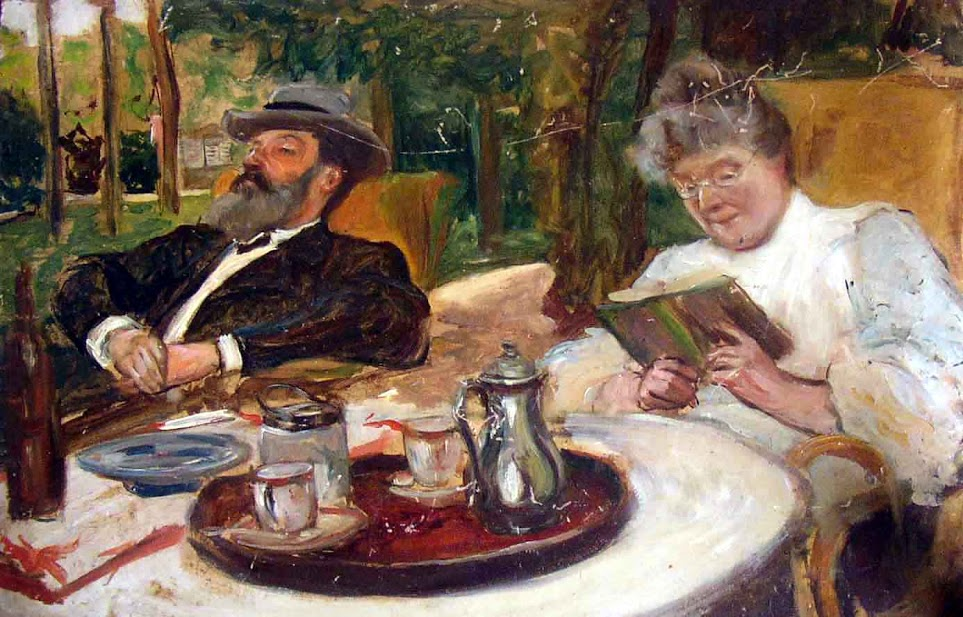
ses parents: Jules Piet (1837-1918) et sa femme Thérèse Touzin (1850-1901) .
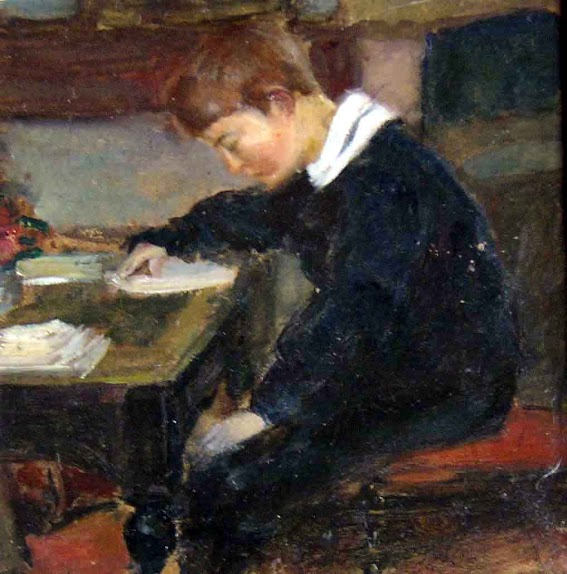
son neveu Michel (1912-2006).